# 瑟韋尼
47°57′12″N 26°51′32″E / 47.95333°N 26.85889°E

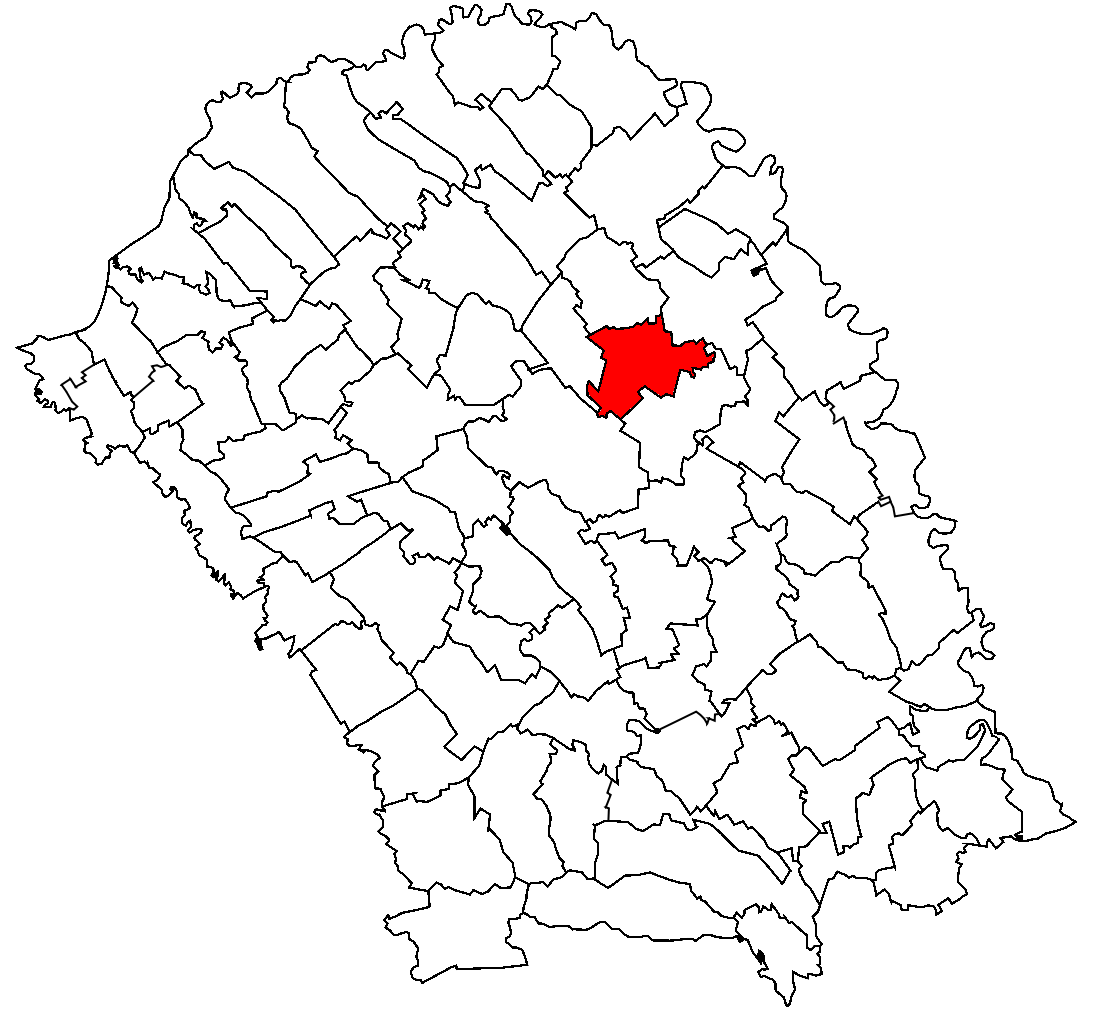

瑟韋尼是羅馬尼亞的城鎮，位於該國西北部，距離首府博托沙尼483公里，由博托沙尼縣負責管轄，面積59.66平方公里，海拔高度109米，2007年人口8,156，大多數居民信奉東正教。